# Шахта імені К. Румянцева
ДП «Шахта імені К. Румянцева». Входить до ВО «Артемвугілля».
Стала до ладу у 1932 р, реконструйована у 1968 р.
Виробнича потужність 450 тис.т вугілля на рік. Фактичний видобуток 2023/891 т/добу (1990/1999). Максимальна глибина 1090 (1999).
Шахтне поле розкрите 3-а вертикальними стволами. Протяжність підземних виробок 69,06/45,01 км (1990/1999). У 1990 р. розроблялося 11 пластів, у 1999 — 9 пластів потужністю 0,62-1,6 м, кути падіння 56-60°.
Серед цих пластів 5 небезпечні за раптовими викидами, 4 — загрозливі, 3 — схильні до самозаймання. Кількість очисних вибоїв 8/8, підготовчих 27 (1999/2003). У 2003 р гірничі роботи ведуться на гор. 850, 970, 1090 м.
Обладнання: щитові агрегати (5 лав) та відбійні молотки.
Кількість працюючих: 3496/2682 осіб, в тому числі підземних 2491/1814 осіб (1990/1999).
Виходить багатотиражна газета «Горловский шахтёр».
Адреса: 84601, вул. Енергетична, 1, м. Горлівка, Донецької обл.